# آمو (فیلم)
آمو (به انگلیسی: Amu) فیلمی هندی محصول سال ۲۰۰۵ و به کارگردانی شونالی بوس است. در این فیلم بازیگرانی همچون کونکونا سن شارما، بریندا کارات و انکور خانا ایفای نقش کرده‌اند.